# КГБ в смокинге
«КГБ в смокинге» — российский многосерийный художественный телефильм. Снят по мотивам одноимённой книги Йосефа Шагала. В фильме рассказывается о работе журналистки Валентины Мальцевой, поневоле помогавшей КГБ. Показ состоялся в 2005 году.

## Сюжет
Главная героиня — журналистка Валентина Мальцева, по собственной неосторожности привлекающая к себе внимание Андропова. Она, завербованная лично шефом КГБ, отправляется в Южную Америку, оттуда — в США, Польшу, Чехословакию. Её постоянно окружают опасности; она, по воле случая, становится пешкой в игре сильных мира сего, которую не понимает. Ей помогают американский разведчик Юджин, который становится её любовником, а также подполковник КГБ Мишин, который случайно оказывается бывшим одноклассником Мальцевой. Мишин, так же как и Мальцева, выходят из-под контроля КГБ и, в глазах последнего, становятся вне закона. Её пытаются вернуть назад, но полковник Матвей Тополев проваливает операцию, он сдаётся американцам. КГБ требует вернуть Тополева, Мальцеву и Мишина. Но Мишина у ЦРУ нет, а отдавать Мальцеву они не желают. Тополева обменивают на разведчика Моссада, но Мальцева ускользает. В конце Юджин обещает ей, что они ещё вернутся назад, но пока они вынуждены уехать к нему на родину. Мишин, не желая мешать её счастью, провожает взглядом их автомобиль и уезжает в другую сторону.

## В ролях
| Актёр                | Роль                                                    |
| -------------------- | ------------------------------------------------------- |
| Екатерина Волкова    | Валентина Мальцева                                      |
| Вилле Хаапасало      | Юджин                                                   |
| Олег Фомин           | Мишин                                                   |
| Михаил Ефремов       | редактор Мальцевой                                      |
| Михаил Горевой       | Тополев                                                 |
| Юрий Стосков         | Андропов                                                |
| Виктор Сергачёв      | Суслов                                                  |
| Станислав Коренев    | Громыко                                                 |
| Борис Макаров        | Брежнев                                                 |
| Юрий Беляев          | генерал КГБ Воронцов (прототип — Александр Сахаровский) |
| Юозас Будрайтис      | барон Гескин                                            |
| Любомирас Лауцявичюс | сотрудник ЦРУ Уолш                                      |
| Игорь Юраш           | водитель Игорь                                          |
| Максим Кривошеев     | полковник ЦРУ Крис Стюарт                               |
| Татьяна Митрушина    | француженка                                             |
| Лев Прыгунов         | Карпеня                                                 |
| Александр Тютин      | майор Щерба                                             |

## Компьютерная игра
Студия Madia Entertainment разработала по фильму одноимённую приключенческую компьютерную игру, которая была выпущена 2 апреля 2009 года компанией «Новый диск». Игра, как и сам сериал, получила нелестный отзыв в рецензии журнала «Игромания», удостоившего её рейтинга 2,0.